# Faucigny (provincia)
Il Faucigny o Fossignì era un'antica provincia del Ducato di Savoia con capoluogo Bonavilla (oggi, in francese, Bonneville).

## Geografia
Lo spazio geografico del Faucigny savoiardo comprendeva i bacini dell'Arve e del suo affluente, il Giffre, fino ai dintorni della città di Ginevra.
I principali centri erano: Chamonix, Annemasse, Cluses, Saint-Gervais-les-Bains e Passy.
Attualmente corrisponde approssimativamente all'arrondissement di Bonneville, al quale si associano i comuni dei due cantoni d'Annemasse, Nord e Sud, così come il cantone di Reignier-Ésery, nel dipartimento francese dell'Alta Savoia.

## Toponomastica
Secondo Henry Suter, il termine Faucigny viene dal latino "Faciniacum, Fociniacensis pagus", dal nome del possedimento d'origine gallo-romana Falciniacum, derivato con il suffisso -iacum dal gentilizio Falcinius.
Per la società scientifica locale "Les Amis de la Grande Maison", di Contamine-sur-Arve, il nome proverrebbe dalla geografia dei luoghi, da Fauces ed Aquum, che significa "foce delle acque".
Al di là dell'aspetto toponimico, il nome del territorio proviene dall'antico castello di Faucigny, situato nel comune omonimo.

## Storia della provincia

### Preistoria e Protostoria
Se le prime tracce del popolamento della regione risalgono al Musteriano nell'età di Neanderthal, è occorso, secondo ogni verosimiglianza, attendere il ritiro dei ghiacciai ed i tempi del Neolitico, prima che le valli dell'Arve e del Giffre, suo affluente, conoscessero un insediamento permanente.
Durante l'età del Bronzo, come ne sono testimoni numerose vestigia archeologiche, la regione del futuro Faucigny era già molto abitata.
Oggetti di bronzo sono stati ritrovati fin nei villaggi di altitudine elevata, dove ci si dava già alle conoscenze della metallurgia.
Nei secoli VII e VI a.C., le valli hanno ricevuto nuovi arrivati di cultura celtica o celto-ligure.
Gli storici guardano a quest'epoca con molta prudenza, mentre gli antenati del Faucigny erano persuasi che le valli alpine avevano conosciuto un popolamento gallico densissimo, tanto che si tenta di riconsiderare al giorno d'oggi tale penetrazione gallica.
Secondo la storiografia tradizionale, la bassa valle dell'Arve era già da tempo sotto il controllo del Galli Allobrogi e l'alta valle sotto l'influenza dei Galli Ceutroni, padroni della Tarantasia.
Bisogna in ogni caso considerare come un mito l'esistenza dell'antico popolo dei Fauci menzionata sulla base delle iscrizioni della colonna di Bonneville.

### Epoca romana
Nel 121 avanti la nostra era, le valli dell'Arve e del suo affluente Giffre sono passate sotto la dominazione romana, e si avrebbe torto a pensare che i luoghi siano restati appartati, senza tracce di civilizzazione gallo-romana.
Tale data è segnata dalla vittoria romana sul popolo degli Allobrogi dal console Quinto Fabio Massimo Allobrogico.
Allo sbocco delle valli, l'importante città di Genava, oggi Ginevra, prendeva il suo slancio, e le valli hanno visto svilupparsi i primi vici.
In quei tempi antichi, una via romana collegava Genava/Ginevra, ad Augusta Pretoria, odierna Aosta, risalendo la valle dell'Arve e superando il Col du Bonhomme.
L'Arve, all'epoca dei gallo-romani era navigata da piccole imbarcazioni a basso pescaggio fino all'altezza di Thyez, dove si trovava un vicus assai ragguardevole, provvisto d'un pontile d'imbarco sul fiume, le cui vestigia, visibili per lungo tempo, sono state di sovente confuse con le rovine d'un ponte medievale.
La civiltà galloromana si traduce parimenti nel Faucigny attraverso vestigia di templi e d'iscrizioni.
A partire dal IV secolo e V secolo d.C., la regione ha ricevuto nuovi arrivati, costituenti una popolazione molto variegata ed eterogenea, che riuniva elementi d'origine etnica molto differenti tra loro, conosciuta sotto il nome di popolo dei Burgundi.
Per diversi decenni, le valli dell'Arve e del Giffre hanno vissuto sotto la loro domininazione diretta, attraverso il regno di Sapaudia, con sede a Ginevra, e poi la regione è passata sotto il dominio dei Merovingi.
Sotto il regno del re Guntram, o Gontrano la regione è divenuta frontiera diretta con il regno longobardo.
Diplomi medioevali Merovingi e Carolingi non fanno alcun riferimento od allusione a tale zona alpina.

### Medio Evo
Durante il medioevo, a partire circa dal X secolo, il Faucigny divenne una signoria baronale indipendente, che nel 1304 passò alla casata dei Delfini di Vienne; esso era circondato dai territori della Casa di Savoia, che infine riuscirono ad annetterlo ai propri domini nel 1355, con il conte Amedeo VII; in seguito il Faucigny venne spesso assegnato in appannaggio come contea, a membri cadetti della dinastia dei Duchi di Savoia.